# Araneinae
Araneinae — підродина павуків родини Павуки-колопряди (Araneidae). Підродина містить 116 родів і є найбільшою підродиною павуків.

## Класифікація
Підродина містить 16 триб:
- Anepsiini (3 роди)
- Arachnurini (1 рід)
- Araneini Simon, 1895 (46 родів)
- Arkycini (3 роди)
- Bertranini (2 роди)
- Celaenini (2 роди)
- Cyclosini (11 родів)
- Dolophonini (7 родів)
- Exechocentrini (2 роди)
- Heterognathini (2 роди)
- Hypognathini (1 рід)
- Mangorini Simon, 1895 (23 роди)
- Poltyini (6 родів)
- Pseudartonini (1 рід)
- Testudinarini (1 рід)
- Ursini (1 рід)
- incertae sedis (1 рід)
  - Glyptogona